# Devin Druid
Devin McKenzie Druid (Chesterfield, 27 gennaio 1998) è un attore statunitense.

## Filmografia

### Cinema
- Segreti di famiglia (Louder Than Bombs), regia di Joachim Trier (2015)
- Wiener-Dog, regia di Todd Solondz (2016)
- Imperium, regia di Daniel Ragussis (2016)
- Cam, regia di Daniel Goldhaber (2018)
- Greyhound - Il nemico invisibile (Greyhound), regia di Aaron Schneider (2020)

### Televisione
- Those Who Kill – serie TV, episodio 1x07 (2014)
- Louie – serie TV, 2 episodi (2014)
- Olive Kitteridge – miniserie TV (2014)
- House of Cards - Gli intrighi del potere (House of Cards) – serie TV, episodio 4x06 (2016)
- Tredici (13 Reasons Why) – serie TV, 49 episodi (2017-2020)
- 9-1-1 – serie TV, episodio 1x09 (2018)

## Doppiatori italiani
Nelle versioni in italiano delle opere in cui ha recitato, Devin Druid è stato doppiato da:
- Federico Campaiola in Segreti di famiglia, Imperium
- Flavio Aquilone in House of Cards - Gli intrighi del potere
- Andrea Oldani in Tredici
- Lorenzo Crisci in Cam